# 萩坂村
萩坂村（はぎざかむら）は、石川県河北郡にあった村。現在の津幡町の南東端、北陸本線倶利伽羅駅の南方一帯にあたる。

## 地理
- 山 ： 台ノ峯、梨ノ木平山、城ヶ峰
- 河川 ： 津幡川

## 歴史
- 1889年（明治22年）4月1日 - 町村制の施行により、明神谷内村、井野河内村、東荒屋村、大坪村、七野村、別所村、仮生村（けしょうむら）、材木村、下藤又村、朝日畑村、相窪村、常徳村、北横根村、下中村、上藤又村、大窪村及び南横根村の区域をもって、萩坂村が発足する。
- 1907年（明治40年）8月10日 - 倶利伽羅村及び萩坂村が合併して、改めて倶利伽羅村が発足する。